# دينيسيوس بن صليبي
دينيسيوس بن صليبي (تُوفي عام 1171 م) كان كاتبًا وأسقفًا سريانيًا أرثوذكسيًا، خدم مطرانًا في ديار بكر، في الجزيرة الفراتية، من عام 1166 إلى عام 1171. كان أحد أبرز الكتاب وأكثرهم إنتاجًا في الكنيسة السريانية الأرثوذكسية خلال القرن الثاني عشر.
كان من سكان ملطية، على نهر الفرات الأعلى. وكان اسمه عند معموديته يعقوب. اتخذ اسم "دينيسيوس" عند تكريسه للأسقفية. في عام 1154 م، عُين أسقفًا لماراش [الإنجليزية] من البطريرك أثناسيوس السابع بن قطر؛ وبعد عام واحد أُضيفَت أبرشية مابج [الإنجليزية] إلى مسؤوليته. وفي سنة 1166 م، نقل البطريرك الجديد ميخائيل الكبير، خليفة أثناسيوس، بطريركيته إلى بطريركية ديار بكر في بلاد الرافدين، وبقي هناك حتى وفاته سنة 1171 م.
ومن بين كتاباته ربما يكون أهمها تعليقاته الشاملة على نصوص العهدين القديم والجديد، حيث نسج بمهارة ولخص تفسيرات الكتاب السابقين مثل أفرام السرياني، ويوحنا ذهبي الفم، وكيرلس الإسكندري، وموسى بن كيف ، ويوحنا الدرعي، الذين ذكرهم معًا في مقدمة تعليقه على إنجيل القديس متى. ومن بين أعماله الرئيسة الأخرى أطروحة ضد الهراطقة، تحتوي ضمن أمور أخرى على جدل ضد اليهود والمسلمين؛ وأطروحات طقسية ورسائل ومواعظ.
تشمل أعماله الجدلية أيضًا أطروحات عن الملكانيين، والأرمن.

## الترجمات
- دينيسيوس بن صليبي: رد على العرب ، ترجمة جوزيف ب. عمار (CSCO، المجلد 615؛ لوفين: بيترز، 2005).
- عمل دينيسيوس بن صليبي ضد الأرمن ، تحرير وترجمة ألفونس مينجانا (بيسكاتواي: جورجياس برس، 2009).
- تعليق دينيسيوس بن صليبي على القربان المقدس ، ترجمة وتعليق بيبي فارغيزي (بيسكاتواي: جورجياس برس، 2011).
- دينيسيوس بن صليبي: تعليق على ميرون والمعمودية ، ترجمة مع مقدمة من بيبي فارغيز (بيسكاتواي: جورجياس برس، 2012).
- رسالة دينيسيوس بن صليبي ضد اليهود: تحرير وترجمة مع ملاحظات وتعليقات ، تحرير رفعت عبيد، مالكي مالكي، وليونيل ر. ويكهام (ليدن: بريل، 2020).

## طالع أيضًا
- ألوجي [الإنجليزية]
- الأدب السرياني
- أبرشيات الكنيسة السريانية الأرثوذكسية [الإنجليزية]